# Pseudonortonia parvula
Pseudonortonia parvula är en stekelart som först beskrevs av Henri Saussure 1852.  Pseudonortonia parvula ingår i släktet Pseudonortonia och familjen Eumenidae. Inga underarter finns listade i Catalogue of Life.